# Східний Монко
Східний Монко (англ. East Moncoeur Island) — безлюдний скелястий острів, Бассовій протоці, є володінням Австралії. Складова частина регіону Тасманія, зокрема її північної групи островів Родондо. Знаходиться на межі між островом Тасманія та материковою частиною Австралії, навпроти мису Саут-Пойнт.

## Історія
Перша згадка про острів зафіксована в грудні 1800 року, коли лейтенант Джеймс Ґрант (James Grant) проходив поруч на своєму кораблі «Леді Нельсон» (Lady Nelson) в його першому морському поході до берегів Австралії. Свою назву він отримав на честь Капітана Монка, мореплавця англійського королівського флоту на Карибах.
Острови Родондо тривалий час ніким не відвідувалися у зв'язку із важкодоступністю. Лише завдяки старанням експедиції Джона Бечервейза (John Béchervaise), австралійського письменника, фотографа, художника, історика-мандрівника, відбулися перші тривалі дослідження, особливо острова Родондо (на якому вони провели більше тижня часу), тоді як острови Монка (східний і західний) — тільки оглядово. Лише в сучасну еру, із доступом космічної та аерозйомки й інших досягнень цивілізації — вдалося детально вивчити ці гранітні скельні утворення.

## Географія
Східний Монко —гранітниЙ скельний й безлюдних острів в Бассовій протоці, яка розділяє Індійський океан з Тасмановим морем Тихого океану. Він входить до крайньої групи з числа островів, які становлять північно-східний архіпелаг («тасманійський міст»), який залишився після тектонічних впливів на перешийок, що з'єднував теперішні Тасманію та Австралію. Знаходячись на межі між островом Тасманія та материковою частиною Австралії, це лише в 16 кілометрах від мису Саут-Пойнт, на півострові Вільсонс-Промонторі, які є крайньою південною точкою материка.
По сусідству з островом можна помітити:
- на північному заході  — мис Саут-Пойнт на півострові Вільсонс-Промонторі та острів Воттл (Wattle);
- на сході — острови Гоґан (від 42 км);
- на заході — острови Західний Монко (до 3 км) та Родондо (до 13 км);
- на півдні — острів однойменної групи Куртіс (до 26 км).

Клімат на острові можна охарактеризувати як морський субтропічний. Як і на півострові Вільсонс-Промонторі, острів перебуває під домінуючим впливом північно-східних вітрів, пасатів, однак, його низька висота не сприяє конденсації хмар, тому рівень опадів нижчий, ніж на півострові. На самому острові випадає менше 800 мм опадів на рік, а температура повітря дещо вища, ніж на півострові, адже температура моря залишається теплою цілий рік.
Берегова лінія острова посічена гранітними скелями та ущелинами, утвореними від постійних вітрів та морських хвиль, які руйнують її. Відтак довкола острова сформований скельний бар'єр, що унеможливлює потрапляння туди. Незначні його розміри і майже відсутність флори — викреслює його для господарського використання.

## Флора і фауна
Через незначну свою висоту та розміри, острів піддається значному впливу вітрів й морських хвиль, які «розполірували» його в кам'янисту глибу з невеличким біорізноманіттям. На ньому звичними є кілька видів малих ящірок, час від часу гніздяться птахи, та потрапляють пінгвіни й, іноді, австралійські вухаті тюлені.